# Olle Olsson-huset
Olle Olsson-huset är ett bostadshus i Hagalund i Solna kommun
Huset, som ligger vid hörnet Spetsgatan/Furugatan, byggdes 1897 av snickarmästaren Carl Jakob Brolin. Dennes son Conny Olsson och makan Maja Olsson bodde också i huset, som från början hade fyra lägenheter i två våningsplan, Conny Olsson till sin död 1964. Deras son, konstnären Olle Olsson Hagalund bodde hela sitt liv i huset. Det ägs av Solna stad och inhyser numera Olle Olsson Hagalund-museet. 
På samma fastighet finns Sadelmakare Öbergs hus, ett gårdshus från 1890-talet. Carl Öberg med familj hade sin bostad i ovanvåningen från 1922 till 1939 och sadelmakarverkstaden var inrymd i två rum i undervåningen. Ovanvåningen är numera rekonstruerad till en bostadsvåning från 1920-talet.